# Baghdad (EP)
Baghdad è il primo EP del gruppo musicale statunitense The Offspring, pubblicato nel 1991 dalla Nemesis Records.
Uscito in vinile, venne prodotto in 3000 copie ed adesso è fuori produzione.
Baghdad non è mai stato ristampato nella sua interezza su CD, anche se due canzoni sono state pubblicate successivamente in due diverse compilation: Hey Joe (la quale è una cover) in Go Ahead Punk, Make My Day e Baghdad in Rock Against Bush, Vol. 1.

## Tracce[1][3]
1. Get It Right
2. Hey Joe (cover di Billy Roberts)
3. Baghdad
4. The Blurb

## Formazione
- Dexter Holland - voce, chitarra
- Noodles - chitarra
- Greg K - basso
- Ron Welty - batteria